# 西側公路 (華盛頓州)
西側公路（英語：West Side Highway）是美国华盛顿州考利茨县的一個普查规定居民点（CDP），因411號華盛頓州州道（凱爾索和長景市間的南北向公路）而得名。該CDP還包括列星頓（Lexington）社區2010年美国人口普查時為5,517人。